# The Skin Game
Juego sucio es una película de la etapa inglesa de Alfred Hitchcock, un drama sonoro basado en una historia original del escritor y crítico inglés John Galsworthy y adaptado al cine por el propio Alfred Hitchcock. Relata la historia de dos familias en un entorno rural inglés donde, tras diversas desavenencias por el desarrollo de la comarca, una de ellas recurre a hacer chantaje al patriarca de la otra valiéndose del oscuro pasado de su nuera, acción que desencadenará un trágico final.
La película fue producida por British International Pictures Ltd.